# Арзамасцевська сільська рада (Каракулінський район)
Арзама́сцевська сільська́ ра́да — колишня сільська рада в складі Каракулінського району Удмуртії, Росія. Адміністративним центром сільради було село Арзамасцево.
Сільрада була утворена в 1920 році шляхом перетворення волостей в складі Сарапульського округу Уральської області. 1958 року до складу сільради була включена сусідня Черновська сільська рада і нова сільрада включала в себе 11 населених пунктів. 1989 року від сільради відокремилась Пінязька сільська рада. 2005 року, у зв'язку з адміністративною реформою сільрада була перетворена в Арзамасцевське сільське поселення.